# ノルマン旅団

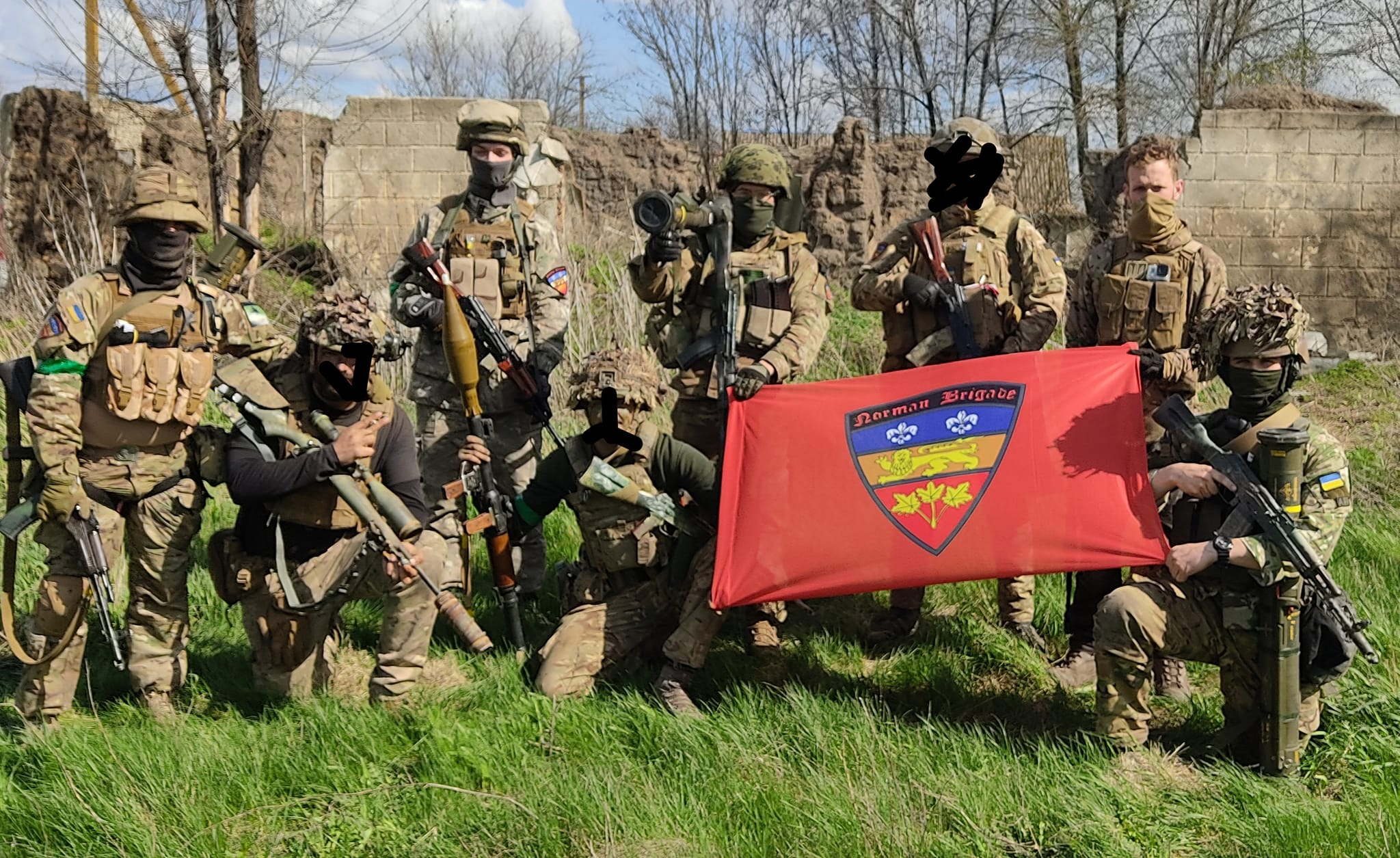
ノルマン旅団のメンバー

ノルマン旅団（ノルマンりょだん、ウクライナ語: Нормандська бригада, ラテン文字転写: Normandsʹka bryhada, 英語: Norman Brigade）は、2022年に結成されたウクライナの外国人義勇兵部隊であり、カナダ、イギリス、アメリカ、デンマーク、ノルウェー、ドイツ、オーストラリア、ニュージーランド、フランス、南アフリカ、ポーランドの退役軍人で構成されている。
ノルマン旅団は外国人軍団の公式の部隊ではないが、同部隊のソーシャルメディアによると、2022年12月にウクライナ軍に加わり、よく訓練された部隊として適切に認識されているという。

## 名称
名称はリーダーで元カナダ軍兵士の"Hrulf" がケベック人であることにちなみ、彼らの多くがフランスのノルマンディー地方からの入植者の子孫であることを示す。
ノルマン旅団に所属する退役軍人達はウクライナに家族を持つか、侵攻とロシアの戦争犯罪疑惑の報告に義憤を抱いた者達だという。

## 構成員
ノルマン旅団に短期間所属していた"Wali"という狙撃手はポーランド経由で志願しており、ノルマン旅団はウクライナ東部に援助を届けるための人道的活動として始まったと述べた。